# VIVA STELLA
VIVA STELLA（ビバステラ）は、日本の女性アイドルグループ。RehormsEntertainment所属。

## 概要
- 「非日常の輝きをあなたに」をスローガンに2024年に結成。
- 平均身長170.5cmの高身長女性アイドルグループとして注目を集める
- グループ名の由来はイタリア語でVIVA「ビバ」は万歳、STELLA「ステラ」は星

## 略歴
2024年
- 8月1日 -平均身長170.4cmの高身長アイドルグループ誕生の映像が解禁
- 9月7日 - プレデビューイベント「推しメン探し」で初披露
- 9月26日- メンバーが更に成長し平均身長170.4から170.5cmになった事がSNS上で反響を呼ぶ
- 10月19日-アーティスト写真公開
- 11月1日- お披露目公演　〜非日常の輝きをあなたに〜@Studio Freedomにて 満員御礼デビュー

2025年
- 7月2日 - 佐藤ふう、水瀬ゆあん、相坂のぞみについて、「重大な契約違反があることが確認された」として、グループからの脱退と契約解除、現体制の終了が発表された。水瀬は、「裏アカウントを通しての交流」が脱退理由として挙げられたことについて、別のアカウントを作ったことは確かだが、裏アカウントという形ではなく表向きにサブアカウントとして表記していたとし、また違反行為となる「交流」に関しては事実無根であるとして否定した。

## メンバー
| 名前                        | 身長  | 備考 |
| --------------------------- | ----- | --- |
| 佐藤 ふう さとう ふう       | 168cm | |
| 美月 あやな みづき あやな   | 170cm | Miss campus collection 大阪2023 グランプリ シンデレラストーリープロジェクト season3 グランプリ TGC teen東京ランウェイ GirlsAward 2023 A/W 美美樂樂雑誌Ray12月号掲載 関西コレクションプロデュース学生ランウェイ2024 渋谷クロスFMラジオMC |
| 水瀬 ゆあん みなせ ゆあん   | 172cm | グループ最年少 |
| 越智 なな おち なな         | 170cm | 美少女甲子園Vol.20 第7位入賞 |
| 北原 ありさ きたはら ありさ | 172cm | Miss campus collection 大阪2022 出場 TikTokショートドラマ：カフェ女子バイトな日常 せいな役 |